# Tanimbarska kokošina
Tanimbarska kokošina (lat. Megapodius tenimberensis) je vrsta ptice iz roda Megapodius, porodice kokošina. Endem je Tanimbarskih otoka u Indoneziji. Nekad se smatra podvrstom ptice Megapodius reinwardt.
Kopnena je ptica veličine domaće kokoši, te živi u šumovitim staništima. Hrani se sjemenkama, opalim voćem, te kopnenim beskralježnjacima.  Gnijezdi se u velikom nasipu od pijeska, lišća i drugih materijala.